# トゥインクル (競走馬)
競走馬におけるトゥインクルとは、
1. 日本の、1974年生まれのサラブレッド系競走馬。父ネルシウス、母サヨフブキ、母父トサミドリ。中央で9戦未勝利[1]。
2. 日本の、2004年生まれの競走馬。父サザンヘイロー、母トワイライトII、母父Caerleon。中央・地方合計で20戦3勝[2]。
3. 日本の、2011年生まれの競走馬。本項にて記述。

トゥインクル（欧字名:Twinkle、2011年4月15日 - ）は、日本の競走馬。主な勝ち鞍は2016年のダイヤモンドステークス。
馬名の意味は、キラキラ輝く。

## 経歴

### 2歳・3歳（2013年・2014年）
2013年6月2日、東京競馬場5レースの2歳新馬戦（芝1600m）でデビューするが、10着惨敗に終わる。約1年にわたって未勝利の状態が続き、9戦目となった3歳6月の未勝利戦（東京競馬場・芝2400m）でようやくの初勝利を収めた。その後は条件クラスで出走を重ねたが、ここでも勝ちきれないレースが続き、11月からはダートに転向した。

### 4歳（2015年）
4歳春に栗東の牧田和弥厩舎に転厩し、併せて芝路線に戻った。これが転機となり、転厩後初戦の500万下・荒川峡特別（芝2400m）で約11か月ぶりの勝利を収めた。さらに7月・8月と条件戦を連勝。重賞初出走となった12月のステイヤーズステークスは後方待機で脚をため、直線で鋭く伸びてアルバートの3着に好走した。

### 5歳（2016年）
2月に出走したダイヤモンドステークスは中団追走から早めに仕掛け、直線で後続勢を一気に引き離し、2着フェイムゲームに4馬身差をつける完勝での重賞初優勝を飾った。GI初出走となった5月の天皇賞（春）は13着、7月の函館記念は8着に敗れた。2着に入った8月の札幌日経オープン以降は休養に充てた。

### 6歳（2017年）
8月の札幌日経オープンで約1年ぶりにレースに復帰するが、9着に沈む。9月20日付でJRAの競走馬登録を抹消、名古屋の竹下直人厩舎に転厩した。しかしレースに出走することなく、10月17日付で地方競馬からも競走馬登録を抹消され引退した。

### 引退後
引退後は功労馬として高知県須崎市の土佐黒潮牧場で余生を過ごしている。
長年、土佐黒潮牧場にてエイシンガイモンが馬房前に掲げていた「噛みます」札を受け継ぎ、現在はトゥインクル馬房前に掲げられている。
競走馬時代の活躍を思わす力強い走り、美しい栗毛の馬体、少しやんちゃな愛嬌に今もなお魅力されるファンは多い。
父ステイゴールドは飼い葉を水に浸して食べる通称「お茶漬け」と呼ばれる食べ方をしていたが、産駒達ヘも遺伝している。トゥインクルへも遺伝しており、 トゥインクル(本人) (@Twinkle_0415) - Twitter にて披露されている。

## 競走成績
以下の内容は、JBISサーチ、netkeiba.comに基づく。
| 競走日     | 競馬場 | 競走名             | 格       | 距離（馬場）  | 頭 数 | 枠 番 | 馬 番 | オッズ （人気） | 着順 | タイム （上り3F） | 着差 | 騎手      | 斤量 [kg] | 1着馬（2着馬）         | 馬体重 [kg] |
| ---------- | ------ | ------------------ | -------- | ------------- | ----- | ----- | ----- | --------------- | ---- | ----------------- | ---- | --------- | --------- | ---------------------- | ----------- |
| 2013.06.02 | 東京   | 2歳新馬            |          | 芝1600m（良） | 12    | 6     | 8     | 028.20（8人）   | 10着 | R1:38.6（34.6）   | -0.7 | 0勝浦正樹 | 54        | イスラボニータ         | 448         |
| 0000.09.29 | 中山   | 2歳未勝利          |          | 芝1800m（良） | 14    | 5     | 8     | 036.80（7人）   | 12着 | R1:49.9（35.2）   | -1.2 | 0蛯名正義 | 54        | マイネルゾンネ         | 454         |
| 0000.10.20 | 東京   | 2歳未勝利          |          | 芝2000m（稍） | 10    | 7     | 8     | 024.30（8人）   | 04着 | R2:06.2（36.6）   | -0.7 | 0左海誠二 | 55        | デルカイザー           | 462         |
| 0000.11.09 | 東京   | 2歳未勝利          |          | 芝2000m（良） | 14    | 3     | 4     | 019.90（7人）   | 08着 | R2:03.8（36.0）   | -1.2 | 0大野拓弥 | 55        | マドリードカフェ       | 462         |
| 2014.02.18 | 東京   | 3歳未勝利          |          | 芝1800m（稍） | 13    | 6     | 9     | 064.80（9人）   | 06着 | R1:49.6（34.7）   | -0.5 | 0大野拓弥 | 56        | パープルセイル         | 464         |
| 0000.04.13 | 中山   | 3歳未勝利          |          | 芝2200m（良） | 18    | 3     | 6     | 015.10（6人）   | 06着 | 02:14.9（35.3）   | -0.8 | 0大野拓弥 | 56        | マイネルヴェルス       | 460         |
| 0000.05.04 | 東京   | 3歳未勝利          |          | 芝2300m（良） | 12    | 7     | 9     | 011.30（5人）   | 03着 | 02:22.9（35.1）   | -0.6 | 0川須栄彦 | 56        | アンプラグド           | 454         |
| 0000.05.24 | 新潟   | 3歳未勝利          |          | 芝2400m（良） | 16    | 6     | 12    | 007.20（3人）   | 02着 | 02:28.5（36.1）   | -0.0 | 0川須栄彦 | 56        | プレストウィック       | 450         |
| 0000.06.07 | 東京   | 3歳未勝利          |          | 芝2400m（不） | 18    | 7     | 13    | 002.40（1人）   | 01着 | R2:35.9（39.5）   | -1.3 | 0田辺裕信 | 56        | （エンジェルピース）   | 448         |
| 0000.08.24 | 新潟   | 出雲崎特別         | 500万下  | 芝2400m（良） | 13    | 3     | 3     | 007.60（4人）   | 08着 | 02:28.5（35.2）   | -0.6 | 0江田照男 | 54        | フェスティヴイェル     | 456         |
| 0000.09.06 | 新潟   | 燕特別             | 500万下  | 芝2200m（良） | 15    | 7     | 13    | 018.80（5人）   | 05着 | 02:13.4（35.2）   | -0.9 | 0石橋脩   | 54        | メイクアップ           | 452         |
| 0000.09.28 | 新潟   | 3歳上500万下       |          | 芝2400m（良） | 18    | 5     | 9     | 009.40（4人）   | 05着 | R2:25.8（36.6）   | -0.5 | 0田辺裕信 | 54        | イルミナティ           | 456         |
| 0000.10.12 | 東京   | 3歳上500万下       |          | 芝2400m（良） | 16    | 4     | 8     | 016.80（6人）   | 11着 | R2:26.4（35.8）   | -1.2 | 0田辺裕信 | 54        | ジャングルクルーズ     | 456         |
| 0000.11.15 | 東京   | 3歳上500万下       |          | ダ2100m（良） | 16    | 8     | 15    | 025.60（8人）   | 06着 | R2:13.4（37.9）   | -1.4 | 0田辺裕信 | 55        | トウカイエントリー     | 460         |
| 0000.12.20 | 中山   | 3歳上500万下       |          | ダ2500m（稍） | 16    | 7     | 14    | 019.20（8人）   | 04着 | R2:43.3（38.3）   | -1.2 | 0田辺裕信 | 55        | ヘルツフロイント       | 472         |
| 2015.01.12 | 中山   | 4歳上500万下       |          | ダ2400m（良） | 11    | 2     | 2     | 007.90（4人）   | 02着 | R2:39.4（39.8）   | -0.7 | 0田辺裕信 | 56        | アカノジュウハチ       | 474         |
| 0000.02.07 | 東京   | 4歳上500万下       |          | ダ2100m（稍） | 16    | 8     | 16    | 004.60（2人）   | 02着 | R2:12.9（37.6）   | -0.2 | 0F.ベリー | 56        | グラスプリマ           | 474         |
| 0000.02.21 | 東京   | 4歳上500万下       |          | ダ2100m（良） | 16    | 6     | 11    | 003.70（2人）   | 04着 | R2:15.2（36.2）   | -0.7 | 0F.ベリー | 56        | キネオフォルツァ       | 468         |
| 0000.04.12 | 中山   | 4歳上500万下       |          | ダ2400m（重） | 10    | 4     | 4     | 003.80（3人）   | 03着 | R2:38.4（37.3）   | -0.5 | 0大野拓弥 | 57        | サトノセレリティ       | 466         |
| 0000.05.24 | 新潟   | 荒川峡特別         | 500万下  | 芝2400m（良） | 16    | 5     | 10    | 007.60（5人）   | 01着 | R2:25.8（35.1）   | -0.0 | 0川須栄彦 | 57        | （フォルトファーレン） | 460         |
| 0000.06.20 | 函館   | 駒ケ岳特別         | 500万下  | 芝2600m（良） | 16    | 3     | 5     | 006.00（4人）   | 02着 | R2:38.8（35.4）   | -0.1 | 0川須栄彦 | 57        | シークレットパス       | 460         |
| 0000.07.05 | 函館   | 3歳上500万下       |          | 芝2600m（良） | 10    | 2     | 2     | 002.00（1人）   | 01着 | R2:44.6（34.9）   | -0.0 | 0吉田隼人 | 57        | （ペンタトニック）     | 462         |
| 0000.08.22 | 札幌   | 札幌日刊スポーツ杯 | 1000万下 | 芝2600m（良） | 14    | 5     | 8     | 014.00（6人）   | 01着 | R2:40.2（35.1）   | -0.2 | 0菱田裕二 | 54        | （ヴェラヴァルスター） | 466         |
| 0000.10.12 | 東京   | オクトーバーS      | 1600万下 | 芝2400m（良） | 12    | 1     | 1     | 004.90（2人）   | 03着 | R2:26.4（33.6）   | -0.6 | 0戸崎圭太 | 54        | ゴールドアクター       | 466         |
| 0000.11.14 | 京都   | 比叡S              | 1600万下 | 芝2400m（稍） | 14    | 2     | 2     | 003.40（1人）   | 02着 | R2:27.8（35.0）   | -0.4 | 0浜中俊   | 57        | アルバート             | 474         |
| 0000.12.05 | 中山   | ステイヤーズS      | GII      | 芝3600m（良） | 16    | 1     | 1     | 007.80（4人）   | 03着 | R3:46.8（35.6）   | -0.9 | 0三浦皇成 | 56        | アルバート             | 472         |
| 2016.01.05 | 京都   | 万葉S              | OP       | 芝3000m（良） | 11    | 6     | 7     | 002.30（1人）   | 05着 | R3:06.3（34.5）   | -0.4 | 0浜中俊   | 55        | マドリードカフェ       | 482         |
| 0000.02.20 | 京都   | ダイヤモンドS      | GIII     | 芝3400m（稍） | 16    | 5     | 10    | 006.80（4人）   | 01着 | R3:37.8（37.1）   | -0.7 | 0勝浦正樹 | 54        | （フェイムゲーム）     | 468         |
| 0000.05.01 | 京都   | 天皇賞（春）       | GI       | 芝3200m（良） | 18    | 1     | 2     | 027.70（9人）   | 13着 | R3:17.1（36.2）   | -1.8 | 0勝浦正樹 | 58        | キタサンブラック       | 466         |
| 0000.07.17 | 函館   | 函館記念           | GIII     | 芝2000m（稍） | 16    | 7     | 14    | 020.6（11人）   | 08着 | R2:00.0（35.8）   | -1.0 | 0勝浦正樹 | 56        | マイネルミラノ         | 462         |
| 0000.08.06 | 札幌   | 札幌日経OP         |          | 芝2600m（良） | 14    | 8     | 14    | 006.00（2人）   | 02着 | R2:39.9（35.5）   | -0.1 | 0吉田隼人 | 57        | モンドインテロ         | 452         |
| 2017.08.05 | 札幌   | 札幌日経OP         |          | 芝2600m（良） | 10    | 5     | 5     | 007.80（4人）   | 09着 | R2:41.6（36.1）   | -1.0 | 0古川吉洋 | 57        | モンドインテロ         | 464         |

## 血統表
| トゥインクルの血統            | トゥインクルの血統                                           | トゥインクルの血統                                           | （血統表の出典）                                             | （血統表の出典）  |
| 父系                          | サンデーサイレンス系                                         | サンデーサイレンス系                                         | サンデーサイレンス系                                         |                   |
| 父 ステイゴールド 黒鹿毛 1994 | 父の父サンデーサイレンス 青鹿毛 1986                         | Halo                                                         | Hail to Reason                                               | Hail to Reason    |
| 父 ステイゴールド 黒鹿毛 1994 | 父の父サンデーサイレンス 青鹿毛 1986                         | Halo                                                         | Cosmah                                                       |                   |
| 父 ステイゴールド 黒鹿毛 1994 | 父の父サンデーサイレンス 青鹿毛 1986                         | Wishing Well                                                 | Understanding                                                | Understanding     |
| 父 ステイゴールド 黒鹿毛 1994 | 父の父サンデーサイレンス 青鹿毛 1986                         | Wishing Well                                                 | Mountain Flower                                              |                   |
| 父 ステイゴールド 黒鹿毛 1994 | 父の母ゴールデンサッシュ 栗毛 1988                           | *ディクタス                                                  | Sanctus                                                      | Sanctus           |
| 父 ステイゴールド 黒鹿毛 1994 | 父の母ゴールデンサッシュ 栗毛 1988                           | *ディクタス                                                  | Doronic                                                      |                   |
| 父 ステイゴールド 黒鹿毛 1994 | 父の母ゴールデンサッシュ 栗毛 1988                           | ダイナサッシュ                                               | *ノーザンテースト                                            | *ノーザンテースト |
| 父 ステイゴールド 黒鹿毛 1994 | 父の母ゴールデンサッシュ 栗毛 1988                           | ダイナサッシュ                                               | *ロイヤルサッシュ                                            |                   |
| 母 ロングスターダム 栗毛 1996 | 母の父*ノーザンテースト 栗毛 1971                            | Northern Dancer                                              | Nearctic                                                     | Nearctic          |
| 母 ロングスターダム 栗毛 1996 | 母の父*ノーザンテースト 栗毛 1971                            | Northern Dancer                                              | Natalma                                                      |                   |
| 母 ロングスターダム 栗毛 1996 | 母の父*ノーザンテースト 栗毛 1971                            | Lady Victoria                                                | Victoria Park                                                | Victoria Park     |
| 母 ロングスターダム 栗毛 1996 | 母の父*ノーザンテースト 栗毛 1971                            | Lady Victoria                                                | Lady Angela                                                  |                   |
| 母 ロングスターダム 栗毛 1996 | 母の母*ストロークト 栗毛 1983                                | Riverman                                                     | Never Bend                                                   | Never Bend        |
| 母 ロングスターダム 栗毛 1996 | 母の母*ストロークト 栗毛 1983                                | Riverman                                                     | River Lady                                                   |                   |
| 母 ロングスターダム 栗毛 1996 | 母の母*ストロークト 栗毛 1983                                | Her B.                                                       | Time Tested                                                  | Time Tested       |
| 母 ロングスターダム 栗毛 1996 | 母の母*ストロークト 栗毛 1983                                | Her B.                                                       | Cetyl                                                        |                   |
| 母系(F-No.)                   | ストロークト(USA)系(FN:8-h)                                  | ストロークト(USA)系(FN:8-h)                                  | ストロークト(USA)系(FN:8-h)                                  | [ § 2 ]           |
| 5代内の近親交配               | ノーザンテースト 4×2、Almahmoud 5×5、Lady Angela 5×4（母内） | ノーザンテースト 4×2、Almahmoud 5×5、Lady Angela 5×4（母内） | ノーザンテースト 4×2、Almahmoud 5×5、Lady Angela 5×4（母内） | [ § 3 ]           |
| 出典                          | 1. 2. 3.                                                     | 1. 2. 3.                                                     | 1. 2. 3.                                                     | 1. 2. 3.          |

- 従兄弟（母の全姉の産駒）に2012年エリザベス女王杯勝ち馬のレインボーダリアがいる。